# Wladimir Georgijewitsch Helfreich

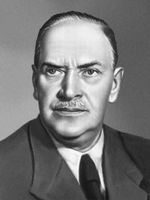
Wladimir G. Helfreich

Wladimir Georgijewitsch Helfreich (russisch Влади́мир Гео́ргиевич Гельфре́йх; * 12. Märzjul. / 24. März 1885greg. in St. Petersburg; † 7. August 1967 in Moskau) war ein russischer Architekt und Hochschullehrer.

## Leben
Helfreich, Sohn einer Beamtenfamilie, besuchte nach seinem Schulabschluss zwei Jahre lang eine private Zeichenschule in St. Petersburg. 1906–1914 studierte er Architektur an der Russischen Kunstakademie. Als Diplomarbeit plante er das Staatsrat-Gebäude unter der Leitung seines Professors L. N. Benois. Schon während des Studiums arbeitete er im Atelier W. A. Schtschukos, der seinen weiteren Lebensweg prägte.
Seit 1918 war Helfreich Partner W. A. Schtschukos bis zu dessen Tode 1939. Sie folgten dem Neoklassizismus und dem Art déco. Ihr erstes gemeinsames Projekt nach der Oktoberrevolution war der Bau der Pavillons für die Auslandsabteilung der Allrussischen Landwirtschafts-, Handwerks- und Industrie-Ausstellung in Moskau (1922–1923), aus der die heutige Ausstellung der Errungenschaften der Volkswirtschaft wurde. 1927–1929 bauten sie in Moskau das neue Gebäude der Lenin-Bibliothek, an dem Helfreich bis 1958 weiter arbeitete. Ihre anderen Projekte bezogen sich auf Petrograd, und sie beteiligten sich an vielen Wettbewerben.

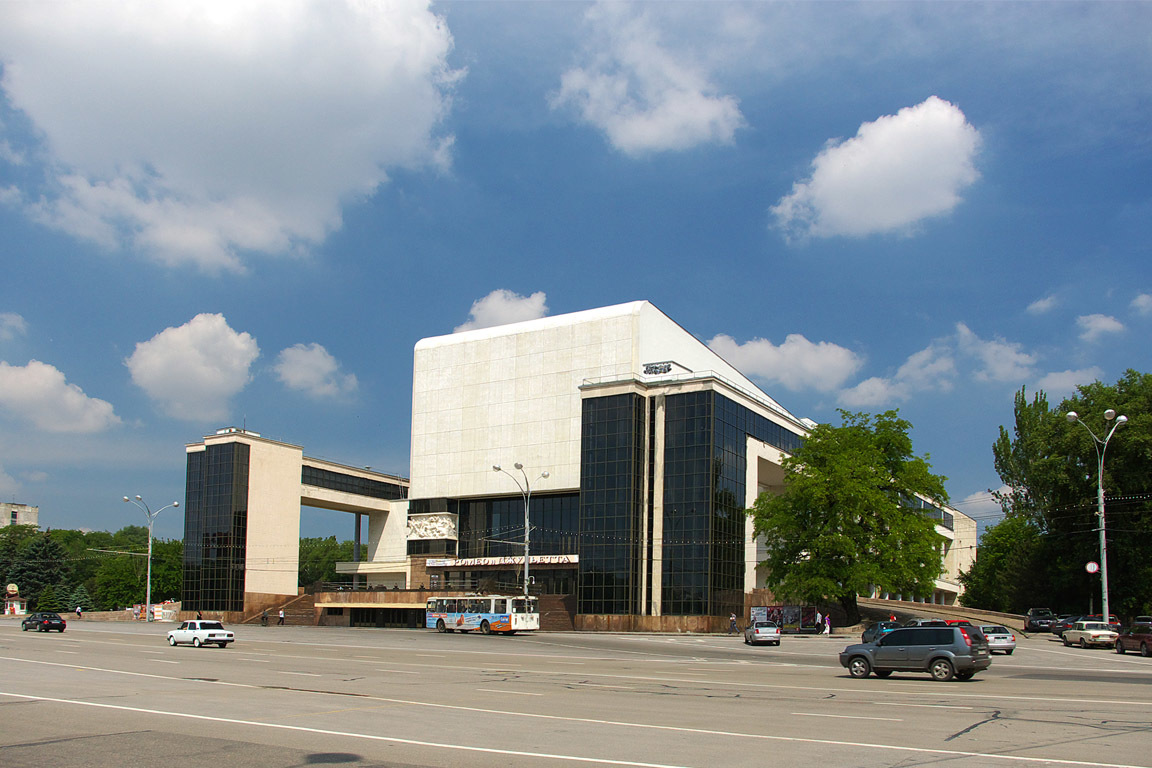
Theater in Rostow am Don (2009)

Eine große Rolle in Helfreichs und Schtschukos Tätigkeit spielten die Planungen für den Palast der Sowjets, in dem sie sich am ersten und zweiten Wettbewerb beteiligten (1932–1933). Angenommen wurde das Projekt von B. M. Iofan, mit dessen Ausführung die Architekten Iofan, Helfreich und Schtschuko mit ihren Architekten-Kollektiven beauftragt wurden (1933–1939). 1935–1937 wirkte Helfreich aktiv an der Umstrukturierung Moskaus mit. 1936–1938 baute er zusammen mit Schtschuko und M. Minkus die Große Steinerne Brücke in Moskau. Er baute das Regierungsgebäude der Abchasischen Sozialistischen Sowjetrepublik in Sochumi. 1930–1935 baute er mit Schtschuko das Theater in Rostow am Don und 1936 den Kulturpalast in Kuibyschew.
Während des Deutsch-Sowjetischen Krieges war er an der dritten Ausbaustufe der Moskauer Metro beteiligt. Er baute die 1943 eröffnete Station Kusnezkaja und zusammen mit I. Roschin die 1944 eröffnete Station Elektrosawodskaja. Er plante 1949 die Station  Botanischer Garten (heute Prospekt Mira (Kolzewaja-Linie)) zusammen mit M. Minkus und dem Bildhauer G. Motowilow.

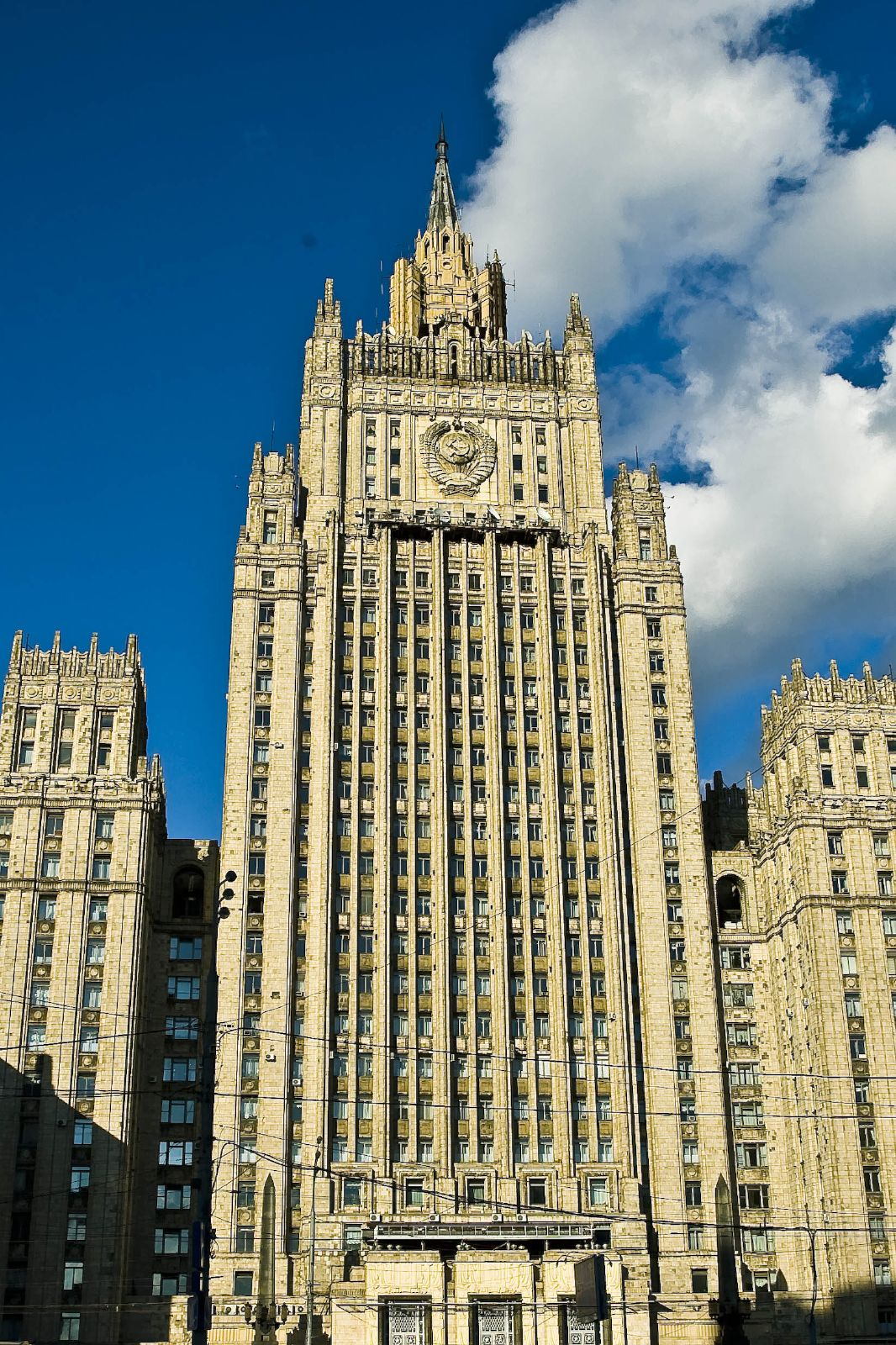
Außenministerium in Moskau (2007)

1944–1945 betrieb Helfreich mit G. W. Schtschuko (Sohn W. A. Schtschukos) den Wiederaufbau von Rschew, und sie waren am Chreschtschatyk in Kiew beteiligt sowie am Zentrum von Stalingrad und Orjol. 1947–1953 realisierte Helfreich zusammen mit M. Minkus das Projekt eines Verwaltungshochhauses am Smolensker Platz, eines der ersten Hochhäuser in Moskau, in das das Außenministerium der UdSSR einzog und das – als eine der Sieben Schwestern – ein typischer Vertreter des Sozialistischen Klassizismus (auch Stalin-Empire genannt) ist. Im Übrigen baute er Wohnblocks in Moskau. Er baute auch das Museum mit Bibliothek in Birobidschan sowie 1962 das Gebäude für das Panoramamuseum der Schlacht von Borodino.
Helfreich war 1918–1935 Dozent am Wchutein und 1959–1967 Dozent an der Staatsuniversität für Kunst und Industrie Moskau.
Helfreich fand sein Grab auf dem Nowodewitschi-Friedhof.

## Ehrungen
- Stalinpreis, 1. Klasse (1946) für den Bau zweier U-Bahn-Stationen
- Stalinpreis, 1. Klasse (1949) für den Bau des Außenministeriums am Smolensker Platz
- Held der sozialistischen Arbeit (1965)
- Leninorden (zweimal)
- Orden des Roten Banners der Arbeit (dreimal)
- Ehrenzeichen der Sowjetunion (zweimal)
- Medaille „Für heldenmütige Arbeit im Großen Vaterländischen Krieg 1941–1945“